# Laurin & Klement EN
Laurin & Klement EN byl osobní automobil vyráběný automobilkou Laurin & Klement od roku 1909 do roku 1910. Byl k dostání jako faéton, limuzína, landaulet nebo sportovní vůz.
Motor byl vodou chlazený řadový čtyřválec SV. Stejně jako u ostatních typů Laurin & Klement se nacházel vepředu a poháněl zadní kola. Vůz měl objem 5703 cm³, výkon 37 kW (50 koní), vrtání 110 mm a zdvih 150 mm. Rozvor byl 3470 mm, rozchod předních kol 1420 mm a zadních kol 1370 mm. Obě nápravy byly tuhé a měly listová pera. Vůz dosahoval rychlosti až 85 km/h.
Celkem bylo vyrobeno 15 kusů.